# ペドロ・ルビオロ
ペドロ・ルビオロ（Pedro Rubiolo、2002年12月21日 - ）は、プレミアシップニューカッスル・ファルコンズに所属するラグビー選手。

## プロフィール
- アルゼンチン・サンタフェ出身[1]。
- ポジションはロック(LO)、フランカー(FL)。
- 身長 191cm、体重 114kg
- U20アルゼンチン代表に選ばれたことがある[2]。
- アルゼンチン代表キャップは10（2024年3月現在）でラグビーワールドカップ2023のアルゼンチン代表に選ばれた[3]。

## 略歴
ハグアレスを経て、2022年、ニューカッスル・ファルコンズに加入。